# Lubné
Lubné je obec v okrese Brno-venkov v Jihomoravském kraji. Rozkládá se v Křižanovské vrchovině, přibližně jedenáct kilometrů západně od Tišnova. Žije zde 49 obyvatel.
Okolí obce, zejména údolí potoka Haldy a osada Kutiny, je oblíbeným trampským, turistickým a rekreačním místem.

## Název
Název vesnice je totožný se starým přídavným jménem lubný - „kůrový“. Označovalo tedy místo, kde se sbírala kůra stromů.

## Historie
První písemná zmínka o obci pochází z roku 1360 (villam dictam Lubne).
K 1. lednu 2005 byla obec Lubné společně s dalšími 23 obcemi převedena z okresu Žďár nad Sázavou (Kraj Vysočina) do okresu Brno-venkov (Jihomoravský kraj).

## Obyvatelstvo
| Rok            | 1869 | 1880 | 1890 | 1900 | 1910 | 1921 | 1930 | 1950 | 1961 | 1970 | 1980 | 1991 | 2001 | 2011 | 2021 |
| -------------- | ---- | ---- | ---- | ---- | ---- | ---- | ---- | ---- | ---- | ---- | ---- | ---- | ---- | ---- | ---- |
| Počet obyvatel | 132  | 169  | 165  | 155  | 160  | 169  | 144  | 122  | 118  | 100  | 74   | 65   | 54   | 52   | 50   |
| Počet domů     | 17   | 20   | 23   | 23   | 24   | 25   | 27   | 28   | 24   | 23   | 21   | 23   | 28   | 29   | 27   |

Vývoj počtu obyvatel

## Obecní správa

### Obecní symboly
Znak a vlajka byly obci uděleny rozhodnutím předsedy Poslanecké sněmovny Parlamentu České republiky dne 9. prosince 2015.

## Pamětihodnosti
- Kaple Panny Marie